# Musca spangleri
Musca spangleri este o specie de muște din genul Musca, familia Muscidae, descrisă de Zielke în anul 1971.
Este endemică în Uganda. Conform Catalogue of Life specia Musca spangleri nu are subspecii cunoscute.